# Cédric Nuozzi
Cédric Nuozzi (Luik, 30 januari 2006) is een Belgisch voetballer die onder contract ligt bij KRC Genk.

## Carrière
Nouzzi werd geboren in Luik, maar groeide op in Alleur. Op jonge leeftijd belandde hij in de jeugdopleiding van Standard Luik. Nuozzi ruilde in 2020 de jeugdopleiding van Standard Luik voor die van KRC Genk. Op 1 februari 2021 kondigde Genk aan dat Nuozzi zijn eerste profcontract had ondertekend bij de club.
Op 16 oktober 2022 maakte Nuozzi zijn officiële debuut bij Jong Genk, het beloftenelftal van Genk dat sinds het seizoen 2022/23 in Eerste klasse B uitkomt: tegen RSCA Futures liet trainer Hans Somers hem in de 84e minuut invallen voor Mika Godts. Op 25 februari 2023 scoorde Nuozzi zijn eerste profdoelpunt: tegen KMSK Deinze legde hij in de 89e minuut op aangeven van Matisse Didden de 1-3-eindscore vast, nauwelijks een paar minuten na zijn invalbeurt.
In zijn debuutseizoen mocht Nuozzi, die in december 2022 een contractverlenging tot medio 2025 ondertekende, elfmaal invallen in de reguliere competitie. In de play-downs kreeg hij naast zeven invalbeurten ook twee basisplaatsen. Ook in het seizoen 2023/24 was Nuozzi voornamelijk invaller, slechts vier keer mocht hij dat seizoen in de basis starten.

## Clubstatistieken
| Seizoen         | Club            | Land            | Competitie      | Competitie | Competitie | Beker | Beker | Supercup | Supercup | Europees | Europees | Totaal | Totaal |
| Seizoen         | Club            | Land            | Competitie      | Wed.       | Dlp.       | Wed.  | Dlp.  | Wed.     | Dlp.     | Wed.     | Dlp.     | Wed.   | Dlp.   |
| --------------- | --------------- | --------------- | --------------- | ---------- | ---------- | ----- | ----- | -------- | -------- | -------- | -------- | ------ | ------ |
| 2022/23         | Jong Genk       | Vlag van België | Eerste klasse B | 20         | 1          | —     | —     | —        | —        | —        | —        | 20     | 1      |
| 2023/24         | Jong Genk       | Vlag van België | Eerste klasse B | 20         | 1          | —     | —     | —        | —        | —        | —        | 20     | 1      |
| 2024/25         | Jong Genk       | Vlag van België | Eerste klasse B | 18         | 4          | —     | —     | —        | —        | —        | —        | 18     | 4      |
| Carrière totaal | Carrière totaal | Carrière totaal | Carrière totaal | 58         | 6          | 0     | 0     | 0        | 0        | 0        | 0        | 58     | 6      |

Bijgewerkt op 25 mei 2025.